# Vatnafjöll
Le Vatnafjöll, toponyme islandais signifiant littéralement en français « les montagnes de l'eau », est un volcan d'Islande situé au sud-est de l'Hekla. Il s'agit d'un système de fissures volcaniques de quarante kilomètres de longueur et de neuf kilomètres de largeur. Ce fut un des volcans islandais les plus actifs ; au moins 25 éruptions s'y sont déroulées au cours de l'Holocène, la dernière s'étant produite autour de 800.
Le 12 novembre 2021, un séisme de magnitude 5,2 se produit près du volcan avec une secousse ressentie jusqu'à la capitale Reykjavik.